# (8701) 1993 LG2
A (8701) 1993 LG2 a Naprendszer kisbolygóövében található aszteroida. Henry Holt fedezte fel 1993. június 15-én.